# Mikroregion Teófilo Otoni

Teófilo Otoni

Mikroregion Teófilo Otoni – mikroregion w brazylijskim stanie Minas Gerais należący do mezoregionu Vale do Mucuri.

## Gminy
- Ataléia
- Catuji
- Franciscópolis
- Frei Gaspar
- Itaipé
- Ladainha
- Malacacheta
- Novo Oriente de Minas
- Ouro Verde de Minas
- Pavão
- Poté
- Setubinha
- Teófilo Otoni